# Wolfram Lohschütz
Wolfram Lohschütz (* 3. März 1962 in Bad Kissingen) ist ein deutscher Geiger.

## Leben und künstlerisches Wirken
Schon mit sieben Jahren wurde Lohschütz in die Würzburger Musikhochschule bei Professor Gerd Hoelscher aufgenommen und gewann mehrere Preise bei Jugend musiziert.
Nach dem Abitur und Studium der Musik in der Meisterklasse bei dem im März 2024 verstorbenen Igor Ozim in Köln und Bern bekam er ein Stipendium für ein Studium bei Dorothy DeLay in New York.
Seit 1990 ist Wolfram Lohschütz als 1. Geiger bei den Münchner Philharmonikern  engagiert und entfaltete seitdem eine rege Kammermusiktätigkeit. Er gründete 2004 das Lenbach-Quartett und ist Mitglied der Philharmonischen Solisten, des Philharmonischen Streichtrios sowie des Kammerorchesters der Münchner Philharmoniker.
Er lebt mit seiner Familie in Eichenau.